# Prova Geral de Acesso
Prova Geral de Acesso, mais conhecida como PGA, era uma prova de acesso ao ensino superior de Portugal obrigatória para os alunos do 12º ano que existiu de 1989 a 1993, consistindo numa prova de português e cultura geral. Causou bastantes protestos por parte dos alunos, por conter conteúdos não trabalhados em aula, até que o governo finalmente substituiu-a por provas específicas das disciplinas do 12º Ano.

## Protestos estudantis
Os primeiros protestos ocorreram em Barcelos, a 5 de Fevereiro de 1992, em Barcelos, 2 dias após a realização da PGA desse ano. Quinhentos alunos do ensino secundário marcham pela cidade, reindivicando o fim da PGA. A 7 de Fevereiro, novos protestos ocorrem em várias cidades do país, incluindo Coimbra, Braga e Lisboa. Em Lisboa, alunos são recebidos pelo ministério. Os protestos continuaram por todo o país e durante um mês, consistindo em marchas, greves às aulas, conferências de imprensa, corte de pontes, entre outras. 
Tendo os protestos sido iniciados de modo espontâneo, várias associações estudantis com ligações a movimentos partidários envolvem-se nos protestos, levando a acusações de partidarização dos protestos com fins políticos. Uma delegação de dirigentes de associações estudantis é recebido pelo Secretário de Estado do Sistema Educativo a 5 de Março de 1992, que confirma que a PGA será provavelmente extinta. Em Setembro de 1992, é abolida a PGA pelo Decreto-Lei nº 189/92 de 3/9.